# Akademisches Förderungswerk

Logo bis 2014

Das Akademische Förderungswerk (AKAFÖ) ist ein Studierendenwerk mit Sitz in Bochum. Das AKAFÖ versorgt über 70.000 Studenten und Hochschul-Mitarbeiter in den Mensen und Cafeterien der Ruhr-Universität Bochum, Hochschule Bochum mit der Außenstelle in Heiligenhaus, Evangelischen Hochschule Rheinland-Westfalen-Lippe, Technischen Hochschule Georg Agricola, Hochschule für Gesundheit und Westfälischen Hochschule Gelsenkirchen Bocholt Recklinghausen. Das AKAFÖ vermietet über 4.200 Plätze in Studentenwohnheimen, ist mit der Durchführung des BAföG beauftragt, bietet Kinderbetreuung, Sozial- und Behindertenberatung und vieles mehr.

## Aufgaben
Zu den Aufgaben des AKAFÖ zählen:
- Durchführung des BAföG: Im Rahmen der Studienfinanzierung ist das AKAFÖ mit der Durchführung des BAföGs und der Vermittlung der Studienabschlussdarlehen der DAKA-NRW beauftragt.
- Errichtung und Betrieb von Wohnraum: Insgesamt 23 Studentenwohnheime und studentische Wohnanlagen bieten Obdach für mehr als 4.200 Studenten.
- Verpflegungsversorgung der Studenten: Das AKAFÖ betreibt 34 Mensen und Cafeterien an den Standorten Bochum, Gelsenkirchen, Recklinghausen und Bocholt.
- Angebote zur Kinderbetreuung: Zwei Kindertagesstätten entlasten Studenten und an den Hochschulen angestellte Eltern bei der Betreuung ihrer Kinder. In der Kitag Lennershof werden 90 Kinder zwischen vier Monaten und sechs Jahren in vier altersgemischten Gruppen zu je 18 Kindern untergebracht. Dazu kommen 20 Schulkinder: Sie verbringen ihre Freizeit im Hort der Kitag und machen dort auch ihre Hausaufgaben. Seit 2011 gibt es zudem die Kitag „UniKids“, die Platz für insgesamt 110 Kinder zwischen vier Monaten und sechs Jahren bietet.
- Behindertenberatung: Ein weiteres Augenmerk des AKAFÖ liegt auf der Beratung und Betreuung der behinderten und chronisch kranken Studenten an den Bochumer Hochschulen. Zur Unterstützung ihrer Gleichstellungsbemühungen können Studenten eine fachkundige, studienbegleitende Beratung im Beratungszentrum zur Inklusion Behinderter (BZI) in Anspruch nehmen.
- Kulturförderung: Durch die „Bochumer Studentische Kulturoperative“ (BOSKOP) bietet das AKAFÖ an den Bochumer Hochschulen ein kulturelles Angebot von Konzertreihen bis hin zu Special Events und Festivals oder Partys an.
- Spezielle Angebote für international Studenten: Das AKAFÖ beteiligt sich aktiv am Prozess der Internationalisierung der Hochschulen. Neben einer umfassenden Betreuung internationaler Studenten vor Ort pflegt das Unternehmen auch Kontakte nach außen und kooperiert seit vielen Jahren mit universitären Einrichtungen aus verschiedenen Ländern. Aktuell laufen Kooperationen mit Polen, Russland, Tunesien und China.

## Geschichte
Das AKAFÖ wurde am 9. Februar 1965 als Akademisches Förderungswerk an der Ruhr-Universität Bochum e.V. gegründet. Im selben Jahr wird an der Laerholzstraße das erste Studentenwohnheim in Betrieb genommen. 1971 wird mit der großen Mensa auf dem Campus der Ruhr-Universität Bochum eine der modernsten Großküchen Europas bezogen. Der Status als eingetragener Verein wird 1974 durch das Studentenwerksgesetz NRW zu einer Anstalt des öffentlichen Rechts.